# Brad Weber
Brad McCormick Weber (Napier, 17 de enero de 1991) es un jugador neozelandés de rugby que se desempeña como medio scrum y juega en los Chiefs del internacional Súper Rugby. Representa a los All Blacks desde 2015.

## Carrera
Debutó en la Mitre 10 Cup (liga neozelandesa) con los Otago Razorbacks en 2012 y al año siguiente la disputó con los Waikato Mooloos, aquí fue titular indiscutido tres temporadas hasta 2015. Actualmente es miembro de los Hawke's Bay Magpies desde 2016.

### Súper Rugby
Los Chiefs lo contrataron para el Súper Rugby 2014. Weber se ha convertido en una pieza clave del equipo y es una de sus estrellas.

## Selección nacional
Fue internacional con los Baby Blacks y participó del mundial de Italia 2011 donde se consagró campeón. Por su ascendencia, también juega eventualmente para los Māori All Blacks desde 2015.

### All Blacks
Steve Hansen lo convocó a los All Blacks para los test matches de mitad de año 2015 y debutó ante Samoa.
No ha tenido regularidad debido a compatriotas como Aaron Smith, Tawera Kerr-Barlow y TJ Perenara. En total lleva cinco partidos jugados y dos tries marcados.

### Participaciones en Copas del Mundo
Hansen lo convocó a Japón 2019 como reserva, detrás del titular Smith y el suplente Perenara. Weber jugó de titular, por la fase de grupos, contra los Canucks y les marcó dos tries.
| Mundial                       | Sede  | Resultado     | PJ | Tries |
| ----------------------------- | ----- | ------------- | -- | ----- |
| Copa Mundial de Rugby de 2019 | Japón | Tercer puesto | 3  | 2     |